# رتن الهندي
رتن الهندي (القرن السابع الهجري) هو ولي هندي.

## اسمه
اختلف في اسمه فقيل أنه رطن بالطاء بدل التاء. وقيل هو رتن بن عبد الله الهندي التيرندي ويقال المرندي، وقيل رتن بن ساهوك بن جكندرمو. وسماه بعضمهم رتن بابا حاجي وبعضهم خواجه رتن وغير ذلك من الأسماء والألقاب.

## ترجمته
قيل أنه ظهر نحو سنة 600 هـ وقيل أنه اعتنق الإسلام بعد أن كان هندوكيا. وقيل أنه اعتنق النصرانية أول الأمر ثم دخل الإسلام. زعم أنه سمع بظهور النبي محمد وهو صغير وارتحل اليه وشارك في عدة غزوات وأنه بلغ عمره الطويل. تذكر المصادر أنه توفي سنة 632 هـ في بلدة تبرهند (واسمها اليوم بطندا في الجزء الهندي من البنجاب اليوم) وله مشهد يزوره الناس إلى اليوم ويجبلوه.
وقد ذكره الذهبي في كتاب ميزان الاعتدال حيث قال: «رتن الهندي . وما أدراك ما رتن! شيخ دجال بلا ريب. ظهر بعد الستمائة فادعى الصحبة، والصحابة لا يكذبون. وهذا جريء على الله ورسوله ، وقد الفت في أمره جزءا. وقد قيل: أنه مات سنة اثنتين وثلاثين وستمائة. ومع كونه كذابا فقد كذبوا عليه جملة كبيرة من أسمج الكذب والمحال.»